# Tadorna tadornoides
Tadorna tadornoides е вид птица от семейство Патицови (Anatidae).

## Разпространение
Видът е разпространен в Австралия и Нова Зеландия.